# ぬ〜ぼ〜
ぬ～ぼ～は、森永製菓が製造して販売していた最中生地で挟んだチョコレートである。同時に本商品のキャラクターをも指す。ラテン文字表記は「noobow」。

## 沿革

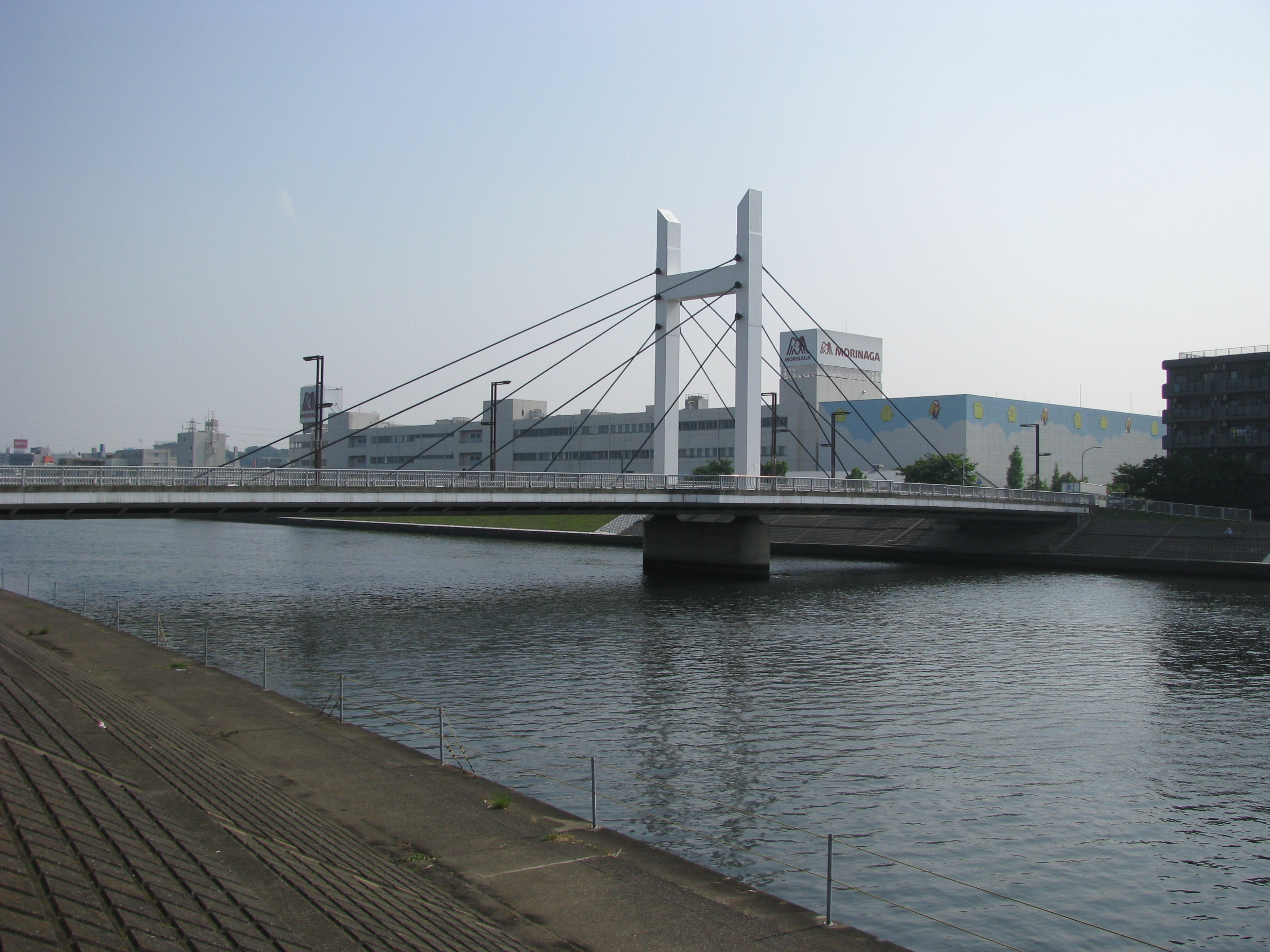
森永製菓鶴見工場の外壁には、キョロちゃん・ぬ～ぼ～が描かれている。

1986年発売の菓子「スプーナ」で開発されたエアインチョコを用いて1988年に発売した。キャラクターを用いた絵本やゲームなどのほかに渋谷で「ぬ～ぼ～カフェ」を催すなどしたが、1996年に終売し、キャラクターを用いた「ぬ～ぼ～アイス」や「ぬ～ぼ～グミ」も終売している。

### 販売終了後
終売後に「ぬ～ぼ～」類似のチョコレート菓子が異なる名称で発売された。
- 森永
  - ほわほわチョコ - 1998年発売・2002年販売終了。パッケージにぬ～ぼ～の文字は無くキャラクターが描かれた。
  - くまのプーさんモナカチョコ - 2003年発売・2004年販売終了。文字とキャラクター共に記載なし。
- 関連商品
  - おやつな梅干し - 2004年頃にみやぶんから発売されたパッケージにキャラクターを用いた梅干し。
  - キャラクターを用いたポップコーンの自動販売機を、シュアジャパン株式会社が設置した。

- 類似商品
  - ぷくぷくたい - 名糖産業によるたい焼きを模した類似のチョコレート菓子。

### キャラクター活動
2008年7月の「ぬ～ぼ～」誕生20周年を機に菓子から独立し、「のんびり、ゆったり、心のゆとり」に加えて「人へのやさしさとエコロジー」を主題とするキャラクター単体「ぬ～ぼ～」が、商業活動を始めてウェブサイト『ぬ～ぼ～なこころ』が開設された。
「ぬ～ぼ～プロダクションズ」を運営主体に、森永製菓が主管し、マーランドが版権管理する。
2009年10月に催された「ライセンシング・オブ・ザ・イヤー2009」でニューフェイス賞を受賞し、2010年6月に絵本『ぬ～ぼ～なこころ』が主婦と生活社から発売された。

## TVアニメ
1995年10月5日から1996年3月28日の毎週木曜日に全26回で、テレビ東京系列『あにめあさいち』（木曜 7:35 - 8:05）で放送された。

### スタッフ
- 監督 - 神戸守
- 製作 - マーランド/創通映像/スタジオ・ジュニオ

### 主題歌
「キライにならないで」/作詞・作曲 - 杉山加奈/歌 - SWAY

## OVA
- 「ぬ～ぼ～・きえたメダル」
  - 1990年に東芝EMIよりVHS及びLDで発売。

### スタッフ
- 企画 - 宍戸史紀（東芝EMI）
- 企画協力 - 佐藤勝則（森永製菓）、奈良部貴子（森永製菓）、株式会社マーランド
- 監督・脚本・キャラクターデザイン・絵コンテ - 太田博光
- プロデューサー - 松浦賢子
- 作画監督 - 井坂純子
- 美術監督 - 杉浦正一郎
- 撮影監督 - 森口洋輔
- 音楽 - 薗広昭、松井忠重
- 音響監督 - 千葉耕市
- 音響制作 - 千田啓子（クルーズ）
- 原画 - 長岡みどり、山本謙二、中村亜貴子、志村隆行
- 動画チェック - 竹口満理子
- 色指定・検査 - 千葉賢二
- 効果 - 佐藤一俊
- 特殊効果 - 菅原利香
- 編集 - 松村将弘、岡田輝満
- 背景 - アテネ・アート・スタジオ
- 仕上 - スタジオ・ボギー
- 撮影 - スタジオ・ウッド
- 撮影協力 - スタジオ・キャバーン
- 現像 - 東京現像所
- 製作 - アウベック

### キャスト
- ぬ～ぼ～ - TARAKO
- サム - 佐藤智恵
- ピコ - かないみか
- ルイ - 高山みなみ
- ドン - 塩屋浩三
- チビ - 真柴摩利
- 長老 - 滝雅也
- 村長 - 星野充昭
- ブー・ママ - ならはしみき
- オオカミ少年 - 伊倉一恵
- 少年A - 馬田賀弥子

## Webアニメ
- 公式サイト「ぬ～ぼ～なこころ」のミニシアターにて、2009年8月3日より毎週月曜日に1話ずつ公開中。
  - 監督 - しぎのあきら
  - 制作 - ぴえろプラス

## ゲーム
- ぬ～ぼ～（ゲームボーイ・アイレム・1992年12月11日発売）

## 絵本
- のはらのぬーぼー ふうっ…
  - 立野恵子 作　ぎょうせい ISBN 4-324-02091-4
- ぬ～ぼ～なこころ
  - たちのけいこ作　主婦と生活社